# Antonio Maria Magro
Antonio Maria Magro (Catanzaro, 5 giugno 1954) è un attore, regista e sceneggiatore italiano.

## Biografia
Nato a Catanzaro ma bolognese d'adozione, nel 1980 entra a far parte del nucleo storico della Compagnia Italiana di Prosa della Rai, con la quale realizza, come comprimario prima e come protagonista poi, numerosi sceneggiati, commedie, atti unici e originali. Nel 1982 incontra il regista Umberto Benedetto che lo vuole protagonista in oltre 40 sceneggiati e gli apre le porte della Compagnia di Prosa della Radiotelevisione Svizzera a Lugano. Anche di questa compagnia diviene primo attore. L'ultima collaborazione prima della morte di Umberto Benedetto è la commedia Il sistema Ribadier di Feydeau, in cui Magro è protagonista insieme a Giorgio Albertazzi e Paola Quattrini appunto per la Compagnia di prosa della RadioTelevisione Svizzera a Lugano. Pochi mesi prima, l'ultima produzione di prosa radiofonica in Italia con la Rai lo vede co-protagonista, con Turi Ferro, della riduzione del romanzo Il giorno della civetta di Leonardo Sciascia sempre per la regia di Umberto Benedetto. È stato più volte diretto da registi quali Anton Giulio Majano, Guglielmo Morandi e Sandro Bolchi.
Si avvicina giovanissimo alla regia cinematografica, con la direzione di Decadenza, di cui firma anche soggetto e sceneggiatura e che vede, tra gli attori, Raf Vallone. Facendosi notare con la regia di documentari e spot pubblicitari di cui cura anche il montaggio, nel 1990 gli viene commissionato dall'Università di Ferrara un film per la televisione per celebrare i 600 anni della fondazione dell'Università di Ferrara; nasce così L'ulivo e l'alloro di cui firma soggetto, sceneggiatura e regia. Nel 1992 fonda a Bologna la Europe's Lamp, società di produzione cinematografica, con la quale realizza due film: Dov'era lei a quell'ora?, rimasto a lungo inedito, e Storie di seduzione, dedicato al mondo della radiofonia. Le musiche di questo film sono di Roby Facchinetti.
Storie di seduzione esce nel gennaio 2021 su Amazon Prime.
Dov'era lei a quell'ora? viene reso disponibile su Amazon Prime a Apple TV nel marzo 2023; l'operazione è resa possibile da Istituto Luce Cinecittà, nei cui stabilimenti è stato girato il film, che ha curato il riversamento in alta definizione. 
Va in onda su Rai 2 I viaggi dell'anima, programma in 53 puntate che lo ha visto nella triplice veste di attore, autore e regista. È il protagonista de I salmoni del San Lorenzo, film per il cinema di co-produzione italo-ungherese, con la collaborazione italiana di Rai Cinema, diretto da un prolifico regista dell'Est europeo: András Ferenc. Il film, le cui riprese hanno avuto come set Budapest e Agrigento, è tratto dall'omonimo romanzo dello scrittore e saggista siciliano Enzo Lauretta. Dello stesso scrittore è stato protagonista per la Radiotelevisione Svizzera de I giorni della vacanza e L'ospite inattesa.
Nel 2018 il ritorno in teatro come regista e attore di Voci dalla penombra in cui la sua voce affronta una commistione col jazz del Simone Giannotti Jazz Septet.

## Filmografia

### Regista
- Decadenza (1976)
- L'ulivo e l'alloro (1991)
- Dov'era lei a quell'ora? (1992)
- Storie di seduzione (1995)

### Attore
- I salmoni del San Lorenzo, regia di András Ferenc (2003)
- Decadenza, regia di Antonio Maria Magro (1976)

## Prosa radiofonica RSI
Antonio Maria Magro è stato protagonista nella Compagnia di Prosa della Radiotelevisione svizzera di lingua italiana di:
- Il paese delle vacanze, commedia di Ugo Betti, regia di Umberto Benedetto, 1991.
- Raul Ax, investigatore privato, sceneggiato in 12 puntate di Domenico Cena, regia di Mino Müller, 1991.
- Lorenzo de' Medici, sceneggiato in 10 puntate di Mario Mattolini e Mauro Pezzati, regia di Umberto Benedetto, 1992.
- I giorni della vacanza, sceneggiato in 10 puntate dal romanzo di Enzo Lauretta, regia di Umberto Benedetto, 1993.
- L'ospite inattesa, sceneggiato in 10 puntate dal romanzo di Enzo Lauretta, regia di Umberto Benedetto, 1994.
- Il sistema Ribadier, commedia di Georges Feydeau, regia di Umberto Benedetto, 1995.
- Ombrelli bianchi, sceneggiato in 10 puntate di Elisabetta Pierallini, regia di Adalberto Andreani, 1996.
- Al Caffè di Fata Morgana, sceneggiato in 10 puntate di Catherine Rose, regia di Claudio Laiso, 1996.
- La nomade del deserto, sceneggiato in 15 puntate di Luciana Luppi, regia di Adalberto Andreani, 1996.
- Il più felice dei tre, commedia di Eugène Labiche, regia di Adalberto Andreani, 1997.
- Il settimo brandeburghese, sceneggiato in 15 puntate di Walter Forresu, regia di Adalberto Andreani, 1997.
- Vitamina guai, sceneggiato in 13 puntate di Fabio De Agostini, regia di Adalberto Andreani, 1997.
- Leonia è in anticipo, commedia di Georges Feydeau, regia di Pietro Formentini, 1997.
- I magistri comacini, sceneggiato in 15 puntate di Leros Pittoni, regia di Adalberto Andreani, 1997.
- L'assistente, dal romanzo di Robert Valser, regia di Adalberto Andreani, 1998.
- Ugo Bassi, un prete contro, sceneggiato in 7 puntate di Carlo Vitali, regia di Adalberto Andreani, 1998.
- La verità dell'alligatore, sceneggiato in 14 puntate di Massimo Carlotto, regia di Claudio Laiso, 1998.
- San Nicolao della Flüe rispose sì, sceneggiato in 6 puntate di Cesare Biaggini, regia di Adalberto Andreani, 1998.
- Amore, amor, calepino poetico-teatrale in 11 puntate di Sergio Velitti e Laura Bianchi, regia di Sergio Velitti, 1998.
- La vedova delle quattro arti, sceneggiato in 14 puntate di Franco Manfriani e Rosalia Orsini, regia di Sergio Velitti, 1998.
- Corruzione al Palazzo di giustizia, dramma in 3 atti di Ugo Betti, regia di Adalberto Andreani, 1999.
- Quando non arrivarono i nostri, radiodramma di Leonardo Sciascia e Antonio Di Grado, regia di Adalberto Andreani, 1999.
- Storia di Pablo, sceneggiato in 10 puntate di Sergio Torrieri, regia di Sergio Velitti, 1999.
- Triosonata, radiodramma di Carlo Vitali, regia di Adalberto Andreani, 1999.
- Le donne oneste, radiodramma di Henry Beckque, regia di Adalberto Andreani, 1999.
- Le rose della vita, radiodramma di Anatole France, regia di Adalberto Andreani, 2000.
- In ascolto, radiodramma di Luciano Torrelli, regia di Claudio Laiso, 2000.
- Fra' Tommaso Campanella, il cane del Signore, sceneggiato in 7 puntate di Romano Amerio e Carlo Castelli, regia di Adalberto Andreani, 2000.
- L'anticamera, radiodramma di Giovanni Mosca, regia di Adalberto Andreani, 2000.
- Sesto atto della Signora delle Camelie, commedia di Alessandro De Stefani, regia di Adalberto Andreani, 2000.
- Il catenaccio di Saragozza, sceneggiato in 10 puntate dal racconto di Guido Calgari, di Giovanni Orelli, regia di Claudio Laiso, 2000.
- Giordano Bruno ovvero la verità figlia del tempo, sceneggiato in 5 puntate di Camilla Corsellini e Carlo Vitali, regia di Adalberto Andreani, 2001.
- Freney 1961, sceneggiato in 10 puntate di Marco Albino Ferrari, regia di Adalberto Andreani, 2002.

## Altre attività

### Discografia
- Ha inciso 37 dischi di favole per bambini per varie etichette nazionali.
- Nel 1979 esce l'album Io penso, io sono, io so su etichetta EFG. Primo esempio di testi poetici (del paroliere Stefano Scandolara) su musiche del jazzista Marco Di Marco con il suo trio.
- Nel 1982 Franco Battiato produce l'album La vera storia di Kass Kass, il piccolo scoiattolo, favola per adulti e bambini dello scrittore e mistico francese Henri Thomasson. La voce narrante di Magro è su musiche di Francesco Messina. L'etichetta discografica è la CGD-

### Pubblicazioni
- Nel 1986, Antonio Maria Magro pubblica due raccolte: Notti transilvane e Eros e Logos e Fonè, per la casa editrice Ponte Nuovo di Bologna.

## Riconoscimenti
- Premio Speciale della Giuria al Garda Film Festival, 1991
- Premio alla Produzione al Festival del cinema di Salerno, 1991
- Premio Airone d'Oro al Festival Internazionale di Montecatini – Miglior soggetto originale, 1991
- Premio Speciale della Giuria al Vienna International Film Festival, 1992[15]